# Ana de Gonta Colaço
Ana Raymunda de Gonta Colaço, conocida como Ana de Gonta Colaço, (Lisboa, 7 de noviembre de 1903 - Lisboa, 25 de diciembre de 1954) fue una escultora y artista plástica portuguesa. Era hija de la poeta portuguesa Branca de Gonta Colaço y del pintor y ceramista portugués Jorge Rey Colaço.

## Biografía

### Nacimiento y familia
Registrada y bautizada como Ana Raymunda de Gonta Colaço, Ana de Gonta Colaço nació en la mañana del 7 de noviembre de 1903 en Lisboa, siendo hija de la poeta Branca de Gonta Colaço y el artista Jorge Rey Colaço. Conocida como Aninhas, era la tercera hija de la pareja, habiendo nacido apenas un año después de la muerte de su hermana, aún recién nacida. Este hecho llevó a su madre a registrar vigorosamente todas las gestas y hazañas de su muy deseada y amada hija, durante sus primeros años de vida, en el libro en forma de diario que escribió, desde 1904 hasta 1924, con el título «Aninhas».
Criada en una de las familias más vinculadas a la actividad intelectual de la época en Portugal, además de que sus padres eran figuras destacadas de la sociedad portuguesa, Colaço era la hermana menor del abogado, escritor y dramaturgo Tomás Ribeiro Colaço, primo por vía paterna del pianista y compositor Alexandre Rey Colaço, la actriz y directora Amélia Rey Colaço y la pintora e ilustradora Alice Rey Colaço, además de ser nieta materna de la poeta inglesa Ann Charlotte Syder y del político y escritor portugués Tomás Ribeiro.

### Primeros años
Su infancia fue muy privilegiada y rica, sobre todo en lo que se refiere a su educación, siendo instruida por diferentes tutores, especialistas en distintas materias y disciplinas, desde idiomas, literatura, música e incluso equitación, llegando a competir con su hermana menor, Maria Christina, en torneos ecuestres nacionales. Su infancia también estuvo marcada por varios cambios de residencia en la zona de Lisboa y Oeiras, y por la presencia constante de personalidades de la alta sociedad y del mundo artístico y cultural, así como miembros de la familia real portuguesa que visitaban su residencia, entre los que se encontraban la reina Amelia de Orleans, y las numerosas veladas y cenas que Branca de Gonta Colaço organizaba todos los domingos en su casa eran conocidas y reseñadas por los diversos periódicos de la época.
En 1920, a la edad de 17 años, Colaço comenzó a trabajar la escultura, tras haber experimentado y creado algunas pequeñas obras en casa, inspirándose fuertemente en su padre que le ofreció su arcilla de la Fábrica de Sacavém. Dado que en ese momento la escultura femenina rara vez proporcionaba independencia económica o se consideraba una buena ocupación para una mujer, fue gracias al apoyo de sus padres que pudo comenzar a tomar clases con los escultores Costa Motta (sobrinho) y José Isidoro Neto.

### Feminismo
Durante este mismo período, comenzó a abrazar los ideales del feminismo, comenzando a llevar el pelo corto, a lo garçonne, a vestirse con traje y corbata de hombre, y a escribir poemas y otros textos sobre la condición de la mujer en Portugal, especulando públicamente sobre su orientación sexual como lesbiana en una sociedad aún muy conservadora. Aunque no era público, para su familia este factor no fue un secreto, siendo aceptado por sus padres quienes siempre trataron de protegerla del escrutinio público.
Años más tarde, la escultora, junto a su madre, se unió al Consejo Nacional de Mujeres Portuguesas (CNMP), liderado por la médica republicana y sufragista Adelaide Cabete.

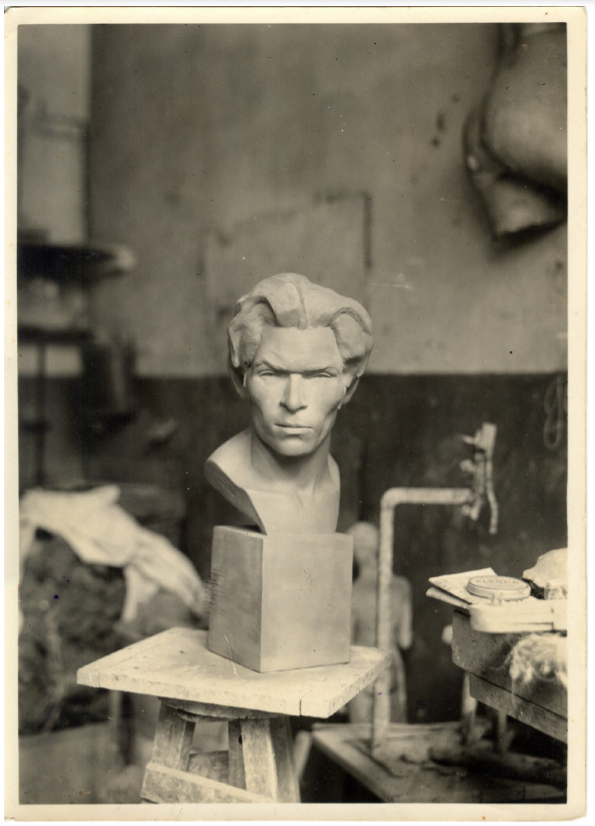
Estudio de la escultura de yeso «Piel Roja» realizada por Ana de Gonta Colaço en la Académie Julian, en París (1929)

### Primeras Exposiciones
El 5 de abril de 1923, Ana de Gonta Colaço expuso su primera obra llamada «Onda», una estatua de pequeñas dimensiones, en yeso, que ilustraba un desnudo femenino recostado sobre la espuma de una ola, en un estilo naturalista, con notables influencias de al estilo de Auguste Rodin y Camille Claudel, en la XX Exposición de la Sociedad Nacional de Bellas Artes, en Lisboa, recibiendo una Mención de Honor. La prensa registró el momento, discrepando drásticamente en su opinión, a veces elogiando el potencial de la joven artista, a veces atacando su condición de mujer y artista.
Un año más tarde, en 1924, Colaço realizó su primera exposición individual en el Salón Bobone, en Lisboa, y a pesar de las duras críticas que recibió en varios artículos escritos, como el del periodista Norberto de Araújo, del Diário de Lisboa, quien dijo que «La escultura nunca puede ser un arte de mujer».  La inauguración de la exposición estuvo llena de personalidades del mundo de las artes, la cultura, la política e incluso el activismo feminista portugués, como los pintores Jorge Barradas, Eduarda Lapa, Roque Gameiro, Milly Possoz, Zoé Batalha Reis, el escultor António Teixeira Lopes, las escritoras y poetas Virgínia Vitorino, Olga Morais Sarmento y Oliva Guerra o la actriz y su prima Amélia Rey Colaço.

### Educación en París y carrera artística
Apasionada por la fotografía y el cine, en 1927, se graduó en la Escuela de Arte Cinematográfico Rino Lupo, en Lisboa, sin embargo, solo exploró el séptimo arte cuando realizó el cortometraje «A Mão enluvada» con sus compañeros de clase.
En 1929, como había hecho su padre, Aninhas, nombre con el que también firmaba sus obras, partió hacia París, vía Madrid, donde visitó el Museo del Prado y luego, al llegar a la capital francesa y visitar varias escuelas de arte, ingresó la Academia Julian, convirtiéndose en alumna de Paul Landowski y Alfred-Alphonse Bottiau. Luego de trabajar intensamente en la escuela de arte durante siete largos meses, la artista portuguesa fue admitida para exponer en el Salón de otoño, con su obra «Piel roja», que marcó una nueva estética en su obra, dejando atrás el estilo naturalista y acercándose a las tendencias vanguardistas de la época como el modernismo.
Durante la década de 1930 y hasta 1938, Colaço se movió entre París, Londres, Lisboa y Tánger, donde también tenía familia. Dejó su carrera en un paréntesis artístico, salvo breves apariciones y participación en algunas exposiciones.
Durante una de sus estancias en Portugal, en 1930, fue invitada a exponer en la Exposición del Trabajo Femenino Antiguo y Moderno, realizada en el local del diario O Século, en Lisboa, por el Consejo Nacional de Mujeres Portuguesas, y en 1932, creó el Salão dos Artistas Creativos, junto con la escultora Maria José Dias da Câmara y la pintora Maria Adelaide Lima Cruz, con quienes mantuvo una relación afectiva y compartió estudio en Lisboa.
En 1939, tras regresar a Lisboa, y tras cierta polémica por su relación con la cantante y actriz de ópera Corina Freire, una de sus obras, «Ouvindo o Sermão», fue rechazada por el jurado de la XXXVI Muestra de Pintura, Escultura, Arquitectura, Dibujo y Grabado de la Sociedad Nacional de Bellas Artes. Al ser entrevistada sobre el evento, Colaço respondió «En el arte, el modernismo no existe en Portugal.  Nadie sabe lo que es», criticando el conservadurismo que aún persistía en la sociedad portuguesa. Aun así, ese mismo año, fue invitada por Cottinelli Telmo a participar en la Exposición del Mundo Portugués, presentando su obra «D. Jaime», un bajorrelieve basado en un personaje literario de Tomás Ribeiro, su abuelo, expuesto en Jardim dos Poetas, en Belém, Lisboa.

### Últimos años de vida
Después de la muerte de su madre, en 1945, Colaço comenzó a dar síntomas de mala salud, optando por instalarse en la casa de su familia, la Casa das Matinas, en Parada de Gonta, Tondela, en Beira Alta, donde realizó su última trabajo y escribió textos de intervención sobre la condición de la mujer en la sociedad portuguesa. Su última obra, una escultura monumental de Nuestra Señora de la Asunción, fue encargada por la parroquia de Aguiar da Beira, y mostró una notable influencia del estilo de su antiguo maestro Paul Landowski, inserto en el movimiento artístico del modernismo.

### Muerte
Falleció el 25 de diciembre de 1954 en la casa de su hermana menor Maria Christina de Gonta Colaço de Aguiar en Lisboa, a los 51 años. Fue enterrada en el Cemitério dos Prazeres de Lisboa.

## Obra
Durante su vida, Colaço creó 36 obras escultóricas, 13 retratos o bustos de ocho hombres y cinco mujeres, y 23 esculturas de diferentes estilos, oscilando entre el naturalismo y el modernismo. Hasta que su reconocimiento internacional no fue conocido en Portugal, la prensa de su país no cambió el discurso en torno a su figura, comenzando entonces a elogiar su trabajo.

## Exposiciones
- 1923 – XX Exposición de la Sociedad Nacional de Bellas Artes, Lisboa. Mención de Honor con la obra Onda. Obras expuestas: Onda.
- 1924 – Salón Bobone, Lisboa. Exhibición solista. Obras expuestas: Madre, Baccho, Esclava, Ursus, Soror Dolorosa, Onda.
- 1927 – XXIV Exposición de la Sociedad Nacional de Bellas Artes, Lisboa. 3ª Medalla de Escultura con la obra Celos. Obras expuestas: Celos y Pega de Caras.
- 1929 - Salon d'Automne, Grand Palais des Champs-Élysées, París. Obras expuestas: Piel Roja.
- 1930 – Exposición de Obras Femeninas Antiguas y Modernas, de Carácter Literario, Artístico, Modas y Bordados, Salão O Século, Lisboa. Obras expuestas: Los celos.
- 1931 – XXVIII Exposición de Pintura, Pastel y Escultura de la Sociedad Nacional de Bellas Artes, Lisboa. Obras expuestas: Hombre e Imperfección y Piel Roja.
- 1931 – Exposición de Escultura, Salão da Papelaria Progresso, Lisboa. Obras expuestas: El hombre y la imperfección, Los celos, Je Leve ma Lampe, D. Nuno Belmonte, Maria José Praia, José Netto, Escuchando el sermón (boceto), Moira, L'Elan Brisé y Pele Vermelha.
- 1932 - 1er Salón de Estoril, Sociedad de Propaganda de la Costa de Estoril, patrocinado por la Sociedad Nacional de Bellas Artes de Estoril.
- 1932 – I Salón de Artistas Creadores de la Sociedad Nacional de Bellas Artes, Lisboa.
- 1939 - XXXVI Exposición de Pintura, Escultura, Arquitectura, Dibujo y Grabado de la Sociedad Nacional de Bellas Artes, Lisboa. Obras expuestas: Moiro Paralítico (boceto) y Mr. MacBey.
- 1939 – Casa Aguiar, Lisboa. Exhibición solista. Obras Expuestas: Escuchando el Sermón.
- 1940 - XXXVII Exposición de Pintura, Acuarela, Dibujo, Pastel, Gouache, Grabado y Escultura de la Sociedad Nacional de Bellas Artes, Lisboa. Obras expuestas: Encarna.
- 1941 – VII Salón de Estoril, Sociedad de Propaganda de la Costa de Estoril, patrocinado por la Sociedad Nacional de Bellas Artes. Obras expuestas: Encarna.
- 1942 – 1ª Exposición Femenina de Artes Plásticas en la Sociedad Nacional de Bellas Artes, Lisboa. Obras expuestas: Kitty, Piel Roja y Escuchando el Sermón.
- 1943 – IX Salão do Estoril, Sociedad de Propaganda de la Costa de Estoril, patrocinado por la Sociedad Nacional de Bellas Artes. Obras expuestas: Kitty.
- 1944 – Exposición en la casa de José Godinho. Exhibición solista. Obras expuestas: José Godinho.
- 1944 – Salão da Primavera: XLI Exposición Anual de Pintura y Escultura de la Sociedad Nacional de Bellas Artes, Lisboa. Obras expuestas: Cristo Alanceado, José Godinho y Sra. DAMC.
- 1945 – Exposición de Artes Plásticas, Caja de Seguro Social para Profesionales de la Prensa, Lisboa.
- 1947 – Salão da Primavera: XLIV Exposición Anual de Pintura y Escultura de la Sociedad Nacional de Bellas Artes, Lisboa. Obras expuestas: Rodrigo de Melo.
- 1948 – Exposición del Grupo de Artistas portugueses, Sociedad Nacional de Bellas Artes, Lisboa.
- 1949 – 1er Salón Antiestético: exposición de ISMOS, Casa dos Pirolitos, Vila Nova da Caparica. Obras expuestas: 3 óleos.
- 1949 – III Salón Provincial de Beira Alta, Viseu. 1ª Medalla con la obra Escuchando el Sermón. Obras expuestas: Piel Roja y Escuchando el Sermón.

### Exposiciones póstumas o conmemorativas
- 1993 – Una obra por redescubrir: Ana de Gonta Colaço (1903-1954), Casa de Sant'Ana, Tondela. 2014 – Curso Internacional de Verano de Cascais Mujeres Escultoras en Portugal, Fundação D. Luís I, Cascais. Obras expuestas: Pele Vermelha, Maria José Praia y documentación diversa.
- 2018 – Ana de Gonta Colaço, Museo José Malhoa, Caldas da Rainha. Comisariada por Ana Pérez-Quiroga. Obras expuestas: Pele Vermelha, Maria José Praia, Ana da Princesa, Dr. Fernando Agostinho de Figueiredo y documentación diversa.
- 2019 – Ana de Gonta Colaço, Museo Terras de Besteiros, Tondela. Comisariada por Ana Pérez-Quiroga. Obras expuestas: Onda, Mãe, O amor dos men, Pega de Caras, Pele Vermelha, L'Elan Brisé, Maria José Praia (yesos), Maria José Praia (bronce), Menino, Mr. Mac Bey, Hombre con una cruz en el pecho, Dr. Fernando Agostinho de Figueiredo, Ana da Princesa, Rodrigo de Melo y documentación diversa.